# John Young (graveur)
Pour les articles homonymes, voir John Young et Young.
John Young (1755–1825) est un graveur britannique.
Graveur spécialisé dans la manière noire, il a été conservateur de la British Institution.

## Biographie
John Young naît en 1755 en Angleterre.
Il devient l'élève de John Raphael Smith et de Valentine Green en 1779,. Par la suite, il travaille avec d'autres peintres qui ont collaboré avec Green, comme Benjamin West, John Hoppner et Johann Gerhard Huck (de).
Young publie ses premières estampes en 1785, qu'il échange avec Pierre-François Basan, en France. Il devient un graveur « très compétent », travaillant exclusivement en manière noire. Il exécute environ quatre-vingts portraits de personnages contemporains, notamment des boxeurs, à partir de tableaux de John Hoppner, Thomas Lawrence, Johan Joseph Zoffany, notamment, ainsi que quelques sujets d'après George Morland, Richard Morton Paye (en) et Hoppner, entre autres,. Sa meilleure estampe est le combat entre Broughton et Stevenson, d'après John Hamilton Mortimer.
En 1789, il est nommé graveur en manière noire du prince de Galles. En 1792, Young abandonne la gravure pendant trois ans dans l'espoir de devenir peintre, et il expose deux portraits à la Royal Academy en 1794. Il n'obtient pas le succès escompté et revient à la gravure après 1794.
En 1813, Young succède à Valentine Green à la tête de la British Institution, un poste ardu qu'il occupe avec « un tact et une efficacité sans faille » jusqu'à sa mort,. Il est secrétaire honoraire de l'Artists' Benevolent Fund (en) de 1810 à 1813, puis occupe le même poste chez l'organisme concurrent, l'Artists' General Benevolent Institution (en). Il enseigne aussi la gravure au sein de la Royal Academy, ayant plusieurs étudiants notables, dont Robert William Sievier.
John Young meurt dans son domicile londonienne de Charlotte Street (en) (Fitzroy Square (en)), le 7 mars 1825,, « après une très longue et pénible maladie ».

## Œuvre
John Young a publié en 1815 Portraits of the Emperors of Turkey from the Foundation of the Monarchy to the year 1808 (Portraits des empereurs de Turquie depuis la fondation de la monarchie jusqu'à l'année 1808), trente planches imprimées en couleurs, avec un texte en anglais et en français.
Entre 1821 et 1825, il publie une série de catalogues, illustrés par des gravures de lui-même, des galeries Grosvenor, Leicester, Miles, Angerstein et Stafford.
Quatre tableaux avec les heures du jour à la vente aux enchères de Berlin (Spik) des 7 au 9 décembre 2006, dont 2 sont signés et datés 1819, pourraient avoir été réalisés par cet artiste. Cela signifierait qu'il a également peint et utilisé comme source d'inspiration des paysagistes néerlandais du XVIIe siècle tels que Meindert Hobbema et Aernout van der Neer.

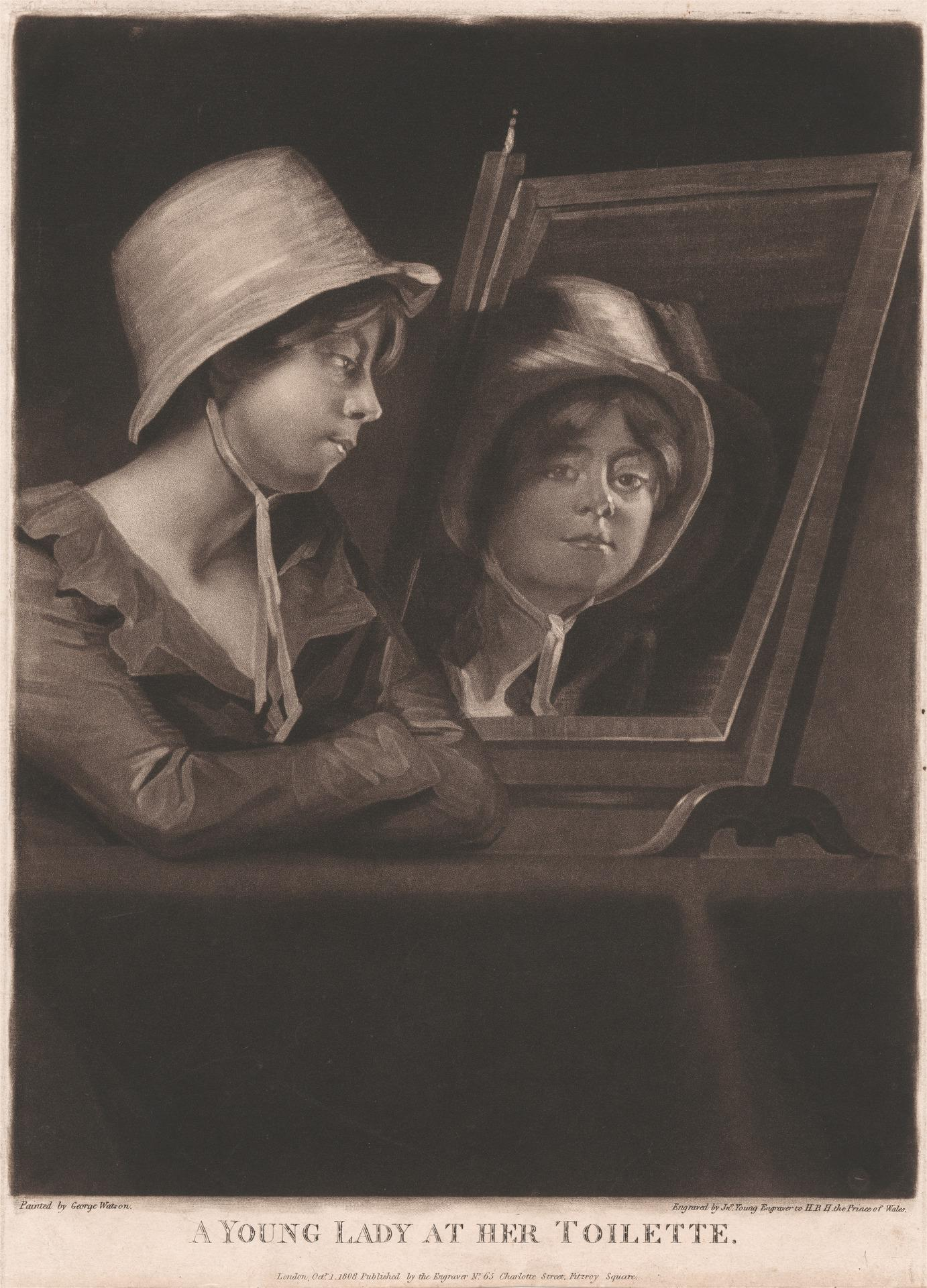
Young Lady at her Toilette (1808, Centre d'art britannique de Yale).
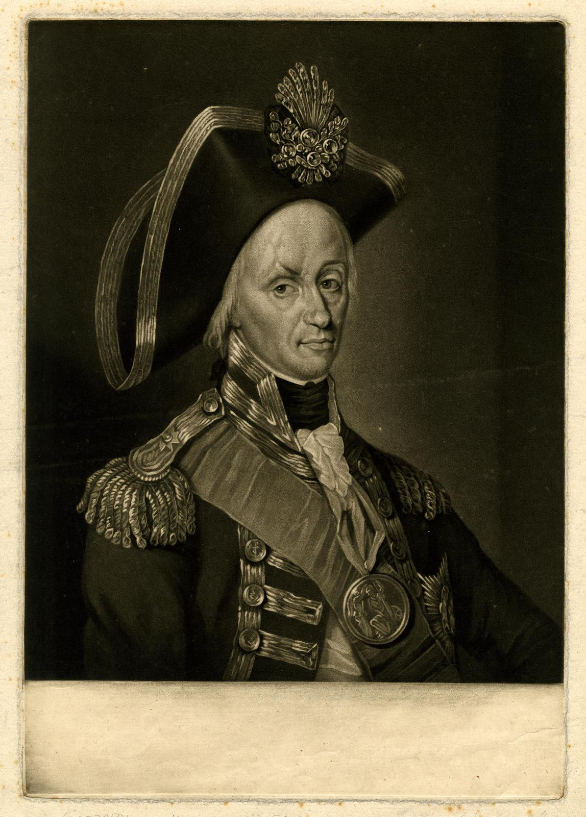
Admiral Lord Nelson of the Nile (1800, British Museum).
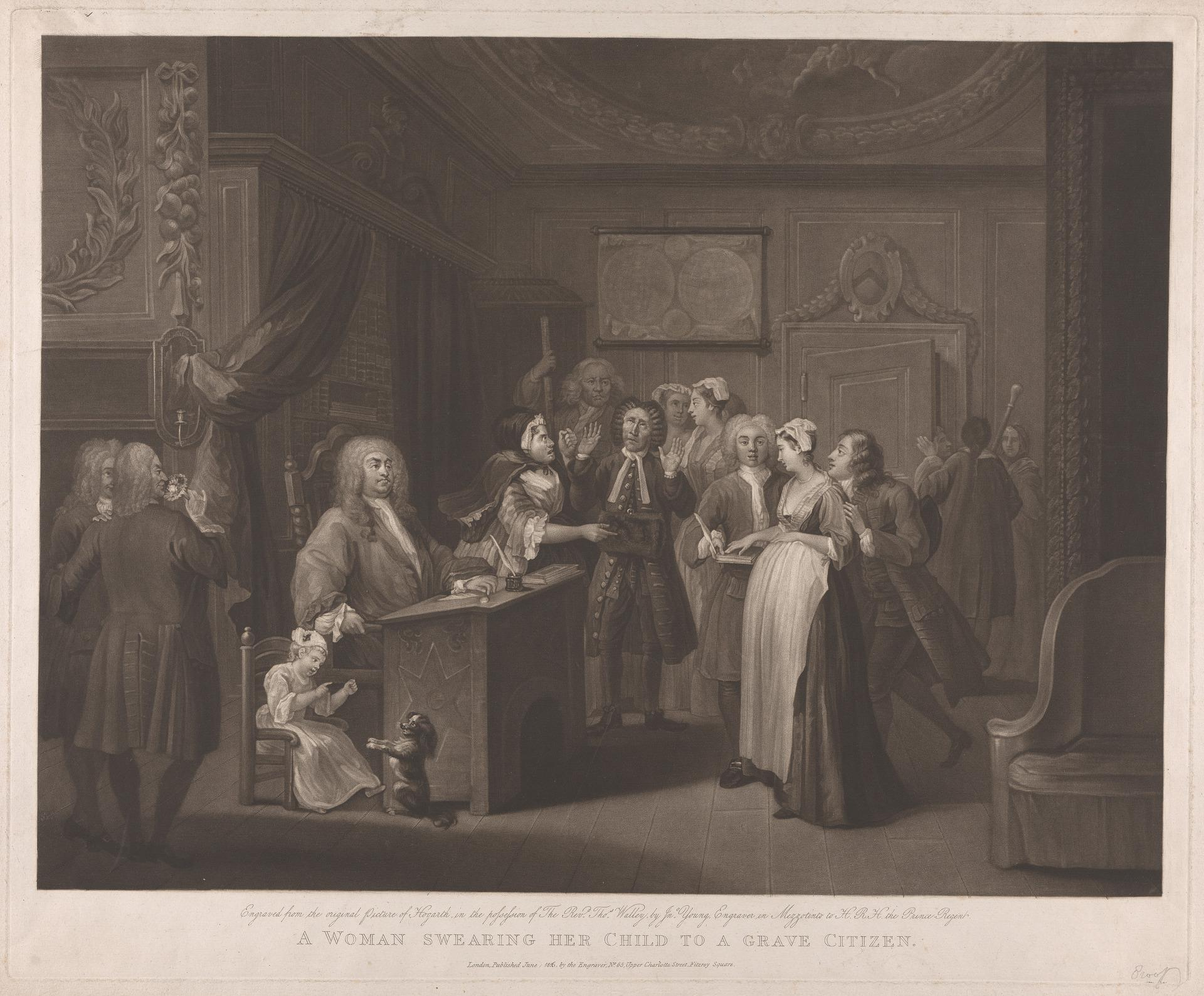
A Woman Swearing her Child to a Grave Citizen (1816, Centre d'art britannique de Yale).
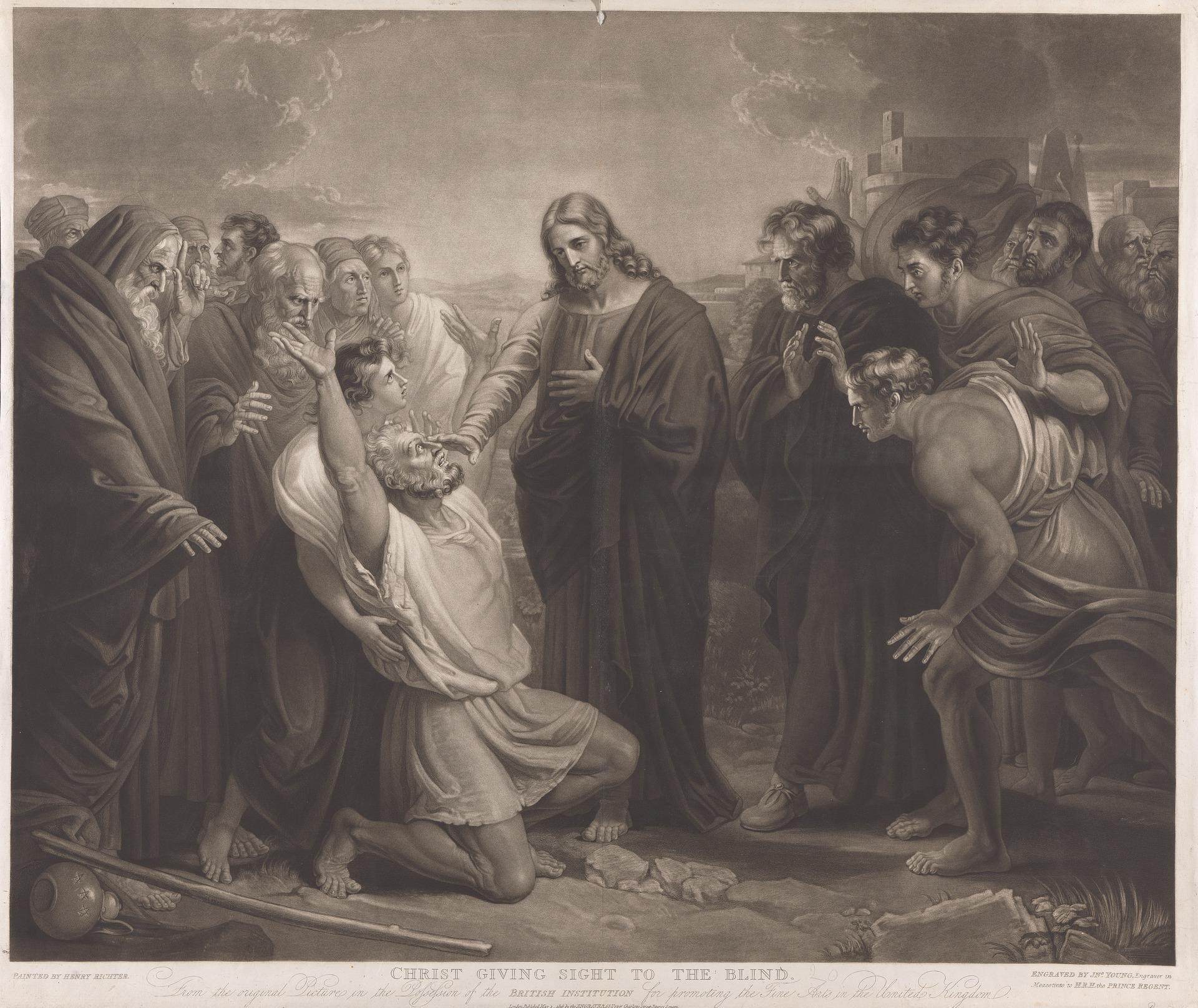
Christ giving sight to the blind (1816, Centre d'art britannique de Yale).